# Klaus Sonnenschein
Klaus Sonnenschein (* 13. Juni 1935 in Berlin; † 19. April 2019 ebenda) war ein deutscher Schauspieler, Hörspielsprecher und Synchronsprecher.

## Leben

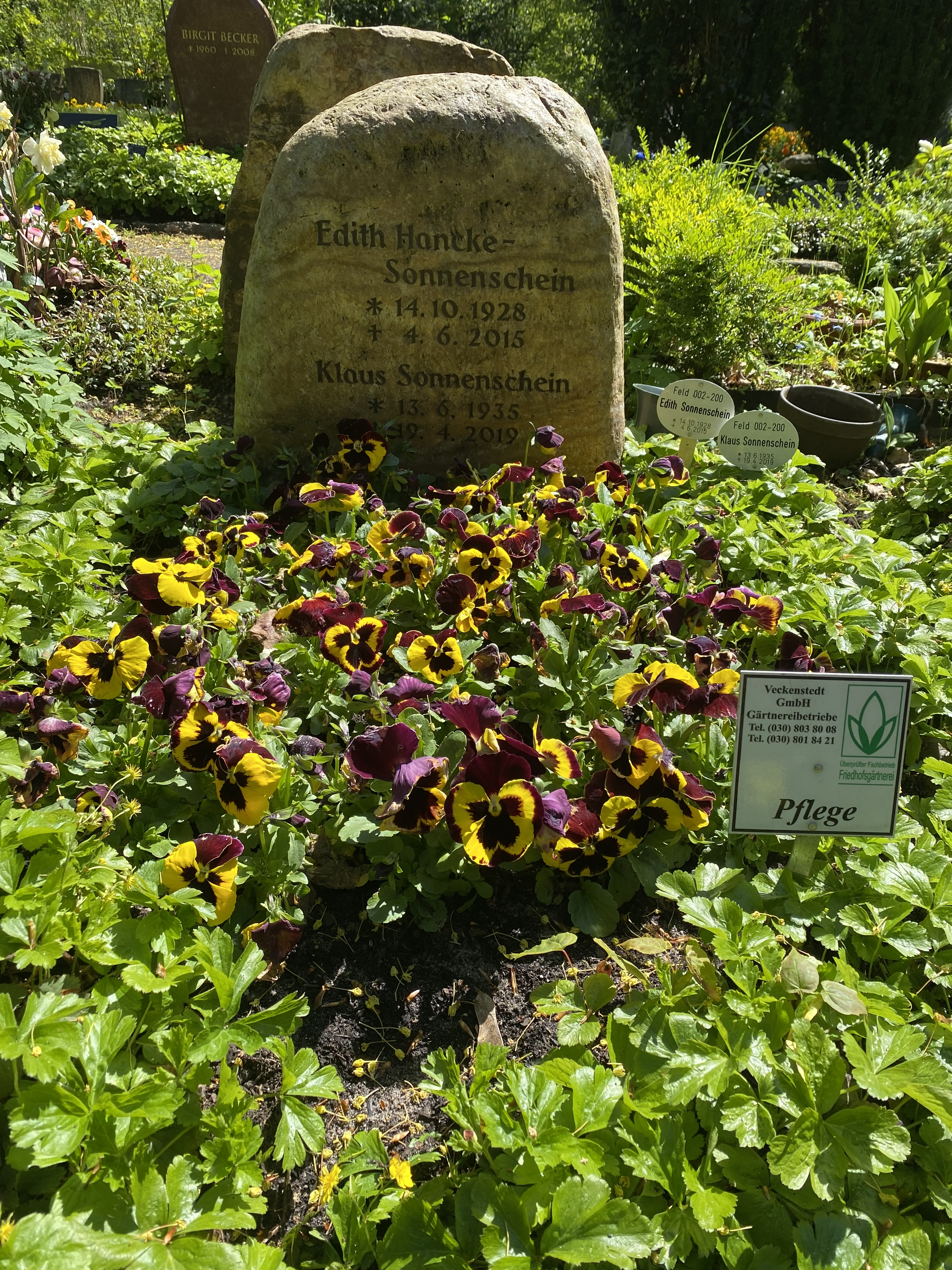
Grabstätte auf dem Waldfriedhof Zehlendorf

Nach dem Schulabschluss absolvierte Klaus Sonnenschein zunächst eine Lehre als Brauer und besuchte dann die Max-Reinhardt-Schule für Schauspiel in Berlin, wo er von Hilde Körber und Lucie Höflich ausgebildet wurde. Anschließend erhielt er verschiedene Bühnenengagements, unter anderem in Bochum und Berlin.
1970 lernte er bei Proben zum Stück Happy End von Elisabeth Hauptmann an der Berliner Tribüne seine spätere Ehefrau Edith Hancke kennen. Er war mit ihr in zweiter Ehe verheiratet von 1972 bis zu ihrem Tode 2015. Als die Tribüne 1972 in finanzielle Schwierigkeiten geriet, übernahm er die Leitung des Theaters. Bis 1997 wirkte er federführend in der Direktion und baute die kleine Bühne zum musikalischen Schauspielhaus um. Dort wurden neben Revuen und Kabarettprogrammen auch Boulevardkomödien und klassische Stücke aufgeführt.
1958 gab er in Ludwig Bergers Maß für Maß sein Fernsehdebüt; 1966 war er als Inspektor in Konrad Wagners Die Nacht zum Vierten zu sehen. In den nächsten fast 40 Jahren übernahm er immer wieder Rollen in Film und Fernsehen, legte aber seinen künstlerischen Schwerpunkt auf die Bühne. Er spielte in mehreren Filmen der Reihe Tatort, in Curth Flatows Drama Preußenkorso Nr. 17, der Vorabendserie Café Wernicke, sowie Gastrollen in Serien wie Ich heirate eine Familie, Hotel Paradies und Der Nelkenkönig. Populär wurde er durch seine Rolle in der Berliner Krimiserie Direktion City (1976–1980) sowie durch die interaktive Live-Sendung Wissen Sie es besser?, die von 1980 bis 1984 im Fernsehen lief.
Darüber hinaus arbeitete er seit 1966 für über 600 Synchron-Produktionen. Er synchronisierte besonders häufig die Schauspieler Bob Hoskins, John Goodman und Morgan Freeman.
Sonnenschein lebte in Berlin-Schlachtensee. Klaus Sonnenschein verstarb im April 2019 im Alter von 83 Jahren in seiner Geburtsstadt Berlin und wurde an der Seite seiner Frau (Edith Hancke) auf dem Waldfriedhof Zehlendorf (Feld 002-200) beigesetzt.

## Synchronrollen (Auswahl)
Bob Hoskins
- 1988: Falsches Spiel mit Roger Rabbit als Eddie Valiant
- 1990: Der Chaoten-Cop als Jack Moon
- 1991: Hook als Smee / Straßenkehrer in Kensington Garden
- 1991: Tod im Spiegel als Gus Klein
- 1992: Ein Verrückter Leichenschmaus als Johnny Scanlan
- 1995: Nixon als J. Edgar Hoover
- 1996: Rainbow – Die phantastische Reise auf dem Regenbogen als Frank Bailey
- 1997: TwentyFourSeven als Alan Darcy
- 1997: Geschichten aus der Gruft (Fernsehserie, 1 Folge) als Redmond
- 1999: Captain Jack als Captain Jack
- 1999: Mit geballter Faust als Steven Laws
- 2000: Don Quichotte als Sancho Panza
- 2001: Duell – Enemy at the Gates als Nikita Chruschtschow
- 2001: Die vergessene Welt als Professor Challenger
- 2002: Where Eskimos live als Sharkey
- 2003: Frasier (Fernsehserie, 1 Folge) als Coach Fuller
- 2003: Manhattan Love Story als Lionel Bloch
- 2004: Vanity Fair – Jahrmarkt der Eitelkeit als Sir Pitt Crawley
- 2005: Die Maske 2 – Die nächste Generation als Odin
- 2005: Stay als Dr. Leon Patterson
- 2005: Unleashed – Entfesselt als Bart
- 2006: Paris, je t’aime als Bob Leander
- 2010: We Want Sex als Albert Passingham
- 2011: Neverland – Reise in das Land der Abenteuer als Smee
- 2011: Will – Folge deinem Traum als Davey
- 2012: Snow White and the Huntsman als Muir

Danny DeVito
- 1992: Batmans Rückkehr als Oswald Cobblepot / Pinguin
- 1992: Jimmy Hoffa als Bobby Ciaro
- 1993: Jack der Bär als John Leary
- 1996: Mars Attacks! als Rude Gambler
- 1996: Matilda als Harry Wormwood / Erzähler
- 1997: Der Regenmacher als Deck Shifflet
- 1998: Wachgeküßt als Pat Francato
- 2000: Dumm gelaufen – Kidnapping für Anfänger als Grover Cleaver
- 2000: Der Fall Mona als Chief Wyatt Rash
- 2001: Heist – Der letzte Coup als Mickey Bergman
- 2001: Schlimmer geht’s immer! als Max Fairbanks
- 2002: Austin Powers in Goldständer als Danny DeVito
- 2002: Tötet Smoochy als Burke Bennett
- 2003: Anything Else als Harvey Wexler
- 2003: Der Appartement-Schreck als Erzähler
- 2003: Big Fish als Calloway
- 2004: Friends (Fernsehserie, 1 Folgen) als Roy, der Stripper
- 2005: Be Cool als Martin Weir
- 2005: Ed – Der Bowling-Anwalt (Fernsehserie, 1 Folge) als Dr. Jack Carmichael
- 2006: Blendende Weihnachten als Buddy Hall
- 2006: Tödlicher Einsatz als Walter
- 2006: The OH in Ohio als Wayne
- 2006: Relative Strangers als Frank Menure
- 2007–2014: It’s Always Sunny in Philadelphia (Fernsehserie, Staffel 2–5) als Frank Reynolds
- 2007: Reno 911!: Miami als Bezirksstaatsanwalt
- 2009: Solitary Man als Jimmy Merino
- 2010: When in Rome – Fünf Männer sind vier zuviel als Al Russo

John Goodman
- 1987: Arizona Junior als Gale Snoats
- 1989: Always – Der Feuerengel von Montana als Al Yackey
- 1991: King Ralph als Ralph Jones
- 1992: The Babe – Ein amerikanischer Traum als George ‘Babe’ Ruth
- 1993: Vier Dinos in New York als Rex
- 1993: Blondinen küsst man nicht als Harry Brock
- 1995: Kingfish als Huey P. Long Jr.
- 1996: Schatten der Schuld als Major Frank Wirtanen
- 1998: Dirty Work – Rache ist süß als Bürgermeister Adrian Riggins
- 1998: Blues Brothers 2000 als Mighty Mack McTeer
- 1999: Bringing Out the Dead – Nächte der Erinnerung als Larry
- 1999: Mit hohem Einsatz als Deepthroat
- 1999: Reiter auf verbrannter Erde als Richter Tolliver
- 2000: Die Abenteuer von Rocky & Bullwinkle als Oklahoma Cop
- 2000: O Brother, Where Art Thou? – Eine Mississippi-Odyssee als Big Dan Teague
- 2004: Beyond the Sea – Musik war sein Leben als Steve Blauner
- 2007: Der Weihnachtsmann streikt als Santa Claus
- 2007: Evan Allmächtig als Kongressabgeordneter Long
- 2007: Bee Movie – Das Honigkomplott als Layton T. Montgomery
- 2009: Mord in Louisiana als Julie ‘Baby Feet’ Balbon
- 2010: Ein Leben für den Tod als Neal Nicol
- 2010: The West Wing – Im Zentrum der Macht (Fernsehserie, 4 Folgen) als Präsident Glenallen Walken
- 2011: The Artist als Al Zimmer
- 2011: Extrem laut & unglaublich nah als Stan, der Pförtner
- 2011: Red State als Joseph Keenan
- 2012: Argo als John Chambers
- 2012: Flight als Harling Mays
- 2012: ParaNorman als Mr. Prenderghast
- 2013: Hangover 3 als Marshall
- 2013: Inside Llewyn Davis als Roland Turner
- 2013: Prakti.com als Alter Boss
- 2014: The Gambler als Frank
- 2014: Monuments Men – Ungewöhnliche Helden als Walter Garfield
- 2014: Transformers: Ära des Untergangs als Hound
- 2015: Dancing on the Edge (Miniserie, 5 Folgen) als Masterson
- 2015: Alle Jahre wieder – Weihnachten mit den Coopers als Sam Cooper
- 2015: Trumbo als Frank King

Morgan Freeman
- 1994: Die Verurteilten als Ellis Boyd ‘Red’ Redding
- 1995: Sieben als Det. Lt. William Somerset
- 1996: Moll Flanders als Hibble
- 1997: … denn zum Küssen sind sie da als Dr. Alex Cross
- 1997: Amistad als Theodore Joadson
- 1998: Deep Impact als Präsident Tom Beck
- 2000: Nurse Betty als Charlie
- 2000: Under Suspicion – Mörderisches Spiel als Cpt. Victor Benezet
- 2001: Im Netz der Spinne als Dr. Alex Cross
- 2002: Der Anschlag als William Cabot
- 2003: Dreamcatcher als Col. Abraham Curtis
- 2004: Million Dollar Baby als Eddie Scrap-Iron Dupris
- 2005: Ein ungezähmtes Leben als Mitch Bradley
- 2005: Batman Begins als Lucius Fox
- 2006: The Contract als Frank
- 2006: Lucky Number Slevin als Der Boss
- 2007: Gone Baby Gone – Kein Kinderspiel als  Capt. Jack Doyle
- 2007: Das Beste kommt zum Schluss als Carter Chambers
- 2007: Zauber der Liebe als Harry Stevenson
- 2008: The Dark Knight als Lucius Fox
- 2009: Bruchreif als Charles Peterson
- 2009: The Code – Vertraue keinem Dieb als Keith Ripley
- 2009: Invictus – Unbezwungen als Nelson Mandela
- 2011: Mein Freund, der Delfin als Dr. Cameron McCarthy
- 2012: The Magic of Belle Isle – Ein verzauberter Sommer als Monte Wildhorn
- 2012: The Dark Knight Rises als Lucius Fox
- 2013: Die Unfassbaren – Now You See Me als Thaddeus Bradley
- 2013: Last Vegas als Archie Clayton
- 2013: Oblivion als Beech
- 2013: Olympus Has Fallen – Die Welt in Gefahr als Allan Trumbull
- 2014: Lucy als Professor Norman
- 2014: Mein Freund, der Delfin 2 als Dr. Cameron McCarthy
- 2014: Ruth & Alex – Verliebt in New York als Alex Carver
- 2014: Transcendence als Joseph Tagger
- 2015: Last Knights – Die Ritter des 7. Ordens als Bartok
- 2015: Momentum als Senator
- 2015: Ted 2 als Patrick Meighan
- 2016: Ben Hur als Scheich Ilderim
- 2016: London Has Fallen als Vizepräsident Allan Trumbull
- 2016: Die Unfassbaren 2 als Thaddeus Bradley

Judd Hirsch
- 1979–1980: Delvecchio (Fernsehserie) als Sgt. Dominick Delvecchio
- 1980: Eine ganz normale Familie als Dr. Berger
- 1984: Die Aufsässigen als Roger Rubell
- 1988: Die Flucht ins Ungewisse als Arthur Pope
- 1996: Independence Day als Julius Levinson
- 1999: Rocky Marciano als Al Weill
- 1998: Buddy Faro (Fernsehserie, 1 Folge)
- 2011: Tage der Unschuld als Saul Rubin
- 2011: Aushilfsgangster als Mr. Simon
- 2011: Warehouse 13 (Fernsehserie, 1 Folge) als Izzy Weisfelt
- 2016: Independence Day: Wiederkehr als Julius Levinson

Gene Hackman
- 1993: Die Firma als Avery Tolar
- 1994: Wyatt Earp – Das Leben einer Legende als Nicholas Earp
- 1995: Schnappt Shorty als Harry Zimm
- 1996: The Birdcage – Ein Paradies für schrille Vögel als Senator Kevin Keeley
- 1996: Extrem... mit allen Mitteln als Lawrence Myrick
- 1996: Die Kammer als Sam Cayhall
- 1998: Antz als General Mandible
- 1998: Im Zwielicht als Jack Ames
- 2000: Helden aus der zweiten Reihe als Jimmy McGinty
- 2001: Im Fadenkreuz – Allein gegen alle als Admiral Reigart
- 2001: The Mexican als Arnold Margolese

William Shatner
- 1982: Star Trek II: Der Zorn des Khan als Admiral James Tiberius Kirk
- 1984: Star Trek III: Auf der Suche nach Mr. Spock als Admiral James Tiberius Kirk
- 1997: Universal Fighter als Aiden Cardell
- 2001: Falcon Down – Todesflug ins Eismeer als Major Robert Carson
- 2002: American Psycho II: Der Horror geht weiter als  Mr. Robert Starkman
- 2002: Showtime als T.J. Hooker
- 2003: Carol und die Weihnachtsgeister als Dr. Bob/Geist der gegenwärtigen Weihnacht
- 2004: Practice – Die Anwälte (Fernsehserie, 5 Folgen) als Denny Crane
- 2009: Fanboys als William Shatner
- 2014: Psych (Fernsehserie, 2 Folgen) als Frank O’Hara

Christopher Lee
- 2002: Star Wars: Episode II – Angriff der Klonkrieger als Count Dooku
- 2005: Star Wars: Episode III – Die Rache der Sith als Count Dooku
- 2008: Star Wars: The Clone Wars als Count Dooku

Sean Connery
- 1999: Verlockende Falle als Robert MacDougal
- 2000: Forrester – Gefunden! als William Forrester

### Filme
- 1972: Giuseppe Castellano in Milano Kaliber 9 als Nicola
- 1977: Will Sampson in Orca, der Killerwal, als Jacob Umilak
- 1979: Edward G. Robinson in Orchid, der Gangsterbruder als Little John T. „Johnny“ Sarto
- 1988: Bruno Cremer in Lärm und Wut als Vater Marcel
- 1999: Jerome Blake in Star Wars: Episode I – Die dunkle Bedrohung als Mas Amedda
- 2000: Dennis Farina in Snatch – Schweine und Diamanten als Cousin Abraham „Avi“ Denovitz
- 2000: Jim Cummings in Der Weg nach El Dorado als Hernán Cortés
- 2003: Terence Rigby in Mona Lisas Lächeln als Staunton
- 2005: Rip Torn in Deine, meine & unsere als Commandant Sherman
- 2006: Alex Norton in Pirates of the Caribbean – Fluch der Karibik 2 als Captain Bellamy
- 2009: Rod Taylor in Inglourious Basterds als Winston Churchill
- 2013: Paul Dooley in Turbo – Kleine Schnecke, großer Traum als Vorarbeiter
- 2014: Bill Barretta in Muppets Most Wanted als Bobo der Bär
- 2015: John Howard in Mad Max: Fury Road als The People Eater

### Serien
- 1989–1992: Bruno Cremer in Allein gegen die Mafia als Antonio Espinosa
- 2005: Corey Burton in Star Wars: Clone Wars als Count Dooku
- 2005–2008/2010–2012: Dakin Matthews in Desperate Housewives als Reverend Sikes
- 2007–2008: Stacy Keach in Prison Break als Direktor Henry Pope
- 2008–2014: Corey Burton in Star Wars: The Clone Wars als Count Dooku

## Hörspiele (Auswahl)
Außerdem wirkte er bei zahlreichen Hörspielen mit, beispielsweise:
- 1956: Winnetou als Old Shatterhand
- 2006–2007: Star Wars: Labyrinth des Bösen als Count Dooku (nach dem Roman von James Luceno – Buch und Regie: Oliver Döring) (Audible: 2019)
- 2015: Perry Rhodan: Plejaden 4 – Ausgeliefert auf Oxtorne als Karu Teslek
- 2015: Perry Rhodan: Plejaden 6 – Geheimstation unter dem Eis als Karu Teslek
- 2020 (Audible): Star Wars – Angriff der Klonkrieger. Das Original-Hörspiel zum Kinofilm

## Filmografie (Auswahl)
| - 1963: Der Fall Rohrbach (Fernsehdreiteiler, 1 Folge) - 1966: Die Nacht zum Vierten - 1972: Tatort: Rattennest - 1973: Die Wollands - 1974: Preußenkorso Nr. 17 (Fernsehdreiteiler) - 1975: Beschlossen und verkündet – Ferdinands Pferdchen (Fernsehserie) - 1975: Anna und Edith - 1976–1980: Direktion City - 1978: Café Wernicke (Fernsehserie) - 1979: Tatort: Gefährliche Träume | - 1980–1984: Wissen Sie es besser? (Krimi-Fernsehspielreihe) - 1983: Der Trotzkopf (Fernsehserie) - 1985: Tatort: Tod macht erfinderisch - 1986: Ich heirate eine Familie (Fernsehserie) - 1987: Praxis Bülowbogen (Folge 34: Kein Stoff aus dem die Träume sind) - 1993: Tatort: Berlin – beste Lage - 1994: Der Nelkenkönig - 2002: Mord an Bord - 2009: Schaumküsse |